# Mozilla Public License
Mozilla Public License (MPL) je licence pro svobodný software. Původní verzi 1.0 vytvořila Mitchell Bakerová v době, kdy pracovala pro Netscape Communications Corporation, upravená verze 1.1 vznikla o rok později a aktuální verze 2.0 je z roku 2012.
Spolu s licencemi GNU GPL a LGPL byla MPL používána pro zdrojový kód software vydávaný Mozilla Corporation, jako je Firefox či Thunderbird. Po vydání aktuální verze licence 2.0 už je tato používána samostatně. Taktéž pro související produkty jako SeaMonkey nebo Nvu. Mimo to MPL používají i další organizace jako např. Sun Microsystems (pro OpenSolaris).
MPL je výrazně volnější než GPL (ale je s ní nekompatibilní kvůli některým náročnějším požadavkům MPL), je považována za slabý copyleft. Na rozdíl od GPL není MPL „virální“ - program pod MPL lze kombinovat s nesvobodným softwarem, pouze převzatá část musí nadále splňovat podmínky MPL. Třeba při začlenění cizí tvorby uveřejněné pod GPL je nutno uvolnit pod GPL celý program.